# NBA 2019/20
NBA 2019/20 was het 74e seizoen van de NBA. Het regulier seizoen liep van 22 oktober tot 12 maart 2020 en werd stopgezet naar aanleiding van de coronapandemie.

## Verloop
Het seizoen werd op 12 maart 2020 gestopt vanwege de COVID-19-pandemie. Op dat moment duurde de reguliere competitie nog vijf weken en was de competitie al voor een groot gedeelte gespeeld.
Op 30 juli 2020 werd het seizoen hervat, weliswaar in een afwijkend format. Alle wedstrijden zouden worden gespeeld in Orlando, in Walt Disney World. Van de competitie werden de beste 22 teams geselecteerd om het seizoen uit te spelen. Na afloop van deze hervatting volgde het normale NBA play-offs format, waarbij uit elke conference acht teams doorgingen.

## Coachwissels
| Team                        | 2018/19                  | 2019/20                  |
| Voor het seizoen 2019/20    | Voor het seizoen 2019/20 | Voor het seizoen 2019/20 |
| --------------------------- | ------------------------ | ------------------------ |
| Cleveland Cavaliers         | Larry Drew               | John Beilein             |
| Los Angeles Lakers          | Luke Walton              | Frank Vogel              |
| Memphis Grizzlies           | JB Bickerstaff           | Taylor Jenkins           |
| Phoenix Suns                | Igor Kokoškov            | Monty Williams           |
| Sacramento Kings            | Dave Joerger             | Luke Walton              |
| Tijdens het seizoen 2019/20 |                          |                          |
| Cleveland Cavaliers         | John Beilein             | JB Bickerstaff           |
| New York Knicks             | David Fizdale            | Mike Miller              |
| Brooklyn Nets               | Kenny Atkinson           | Jacque Vaughn            |

## Eindstand regulier seizoen
| Eastern Conference  | W  | V  |
| ------------------- | -- | -- |
| Milwaukee Bucks*    | 56 | 17 |
| Toronto Raptors*    | 53 | 19 |
| Boston Celtics      | 48 | 24 |
| Indiana Pacers      | 45 | 28 |
| Miami Heat*         | 44 | 29 |
| Philadelphia 76ers  | 43 | 30 |
| Brooklyn Nets       | 35 | 37 |
| Orlando Magic       | 33 | 40 |
| Washington Wizards  | 25 | 47 |
| Charlotte Hornets   | 23 | 42 |
| Chicago Bulls       | 22 | 43 |
| New York Knicks     | 21 | 45 |
| Detroit Pistons     | 20 | 46 |
| Atlanta Hawks       | 20 | 47 |
| Cleveland Cavaliers | 19 | 46 |

| Western Conference     | W  | V  |
| ---------------------- | -- | -- |
| LA Lakers*             | 52 | 19 |
| LA Clippers            | 49 | 23 |
| Denver Nuggets*        | 46 | 27 |
| Houston Rockets*       | 44 | 28 |
| Oklahoma City Thunder  | 44 | 28 |
| Utah Jazz              | 44 | 28 |
| Dallas Mavericks       | 43 | 32 |
| Portland Trail Blazers | 35 | 39 |
| Memphis Grizzlies      | 34 | 39 |
| Phoenix Suns           | 34 | 39 |
| San Antonio Spurs      | 32 | 39 |
| Sacramento Kings       | 31 | 41 |
| New Orleans Pelicans   | 30 | 42 |
| Minnesota Timberwolves | 19 | 45 |
| Golden State Warriors  | 15 | 50 |

*Winnaars van de zes divisies

## Playoffs
|  | Eerste ronde | Eerste ronde          | Eerste ronde         |   |                    | Conference Halve Finale | Conference Halve Finale | Conference Halve Finale |  |  | Conference Finale | Conference Finale | Conference Finale  |   |  | NBA Finale | NBA Finale | NBA Finale |
|  |              |                       |                      |   |                    |                         |                         |                         |  |  |                   |                   |                    |   |  |            |            |            |
|  |              | Los Angeles Lakers    | 4                    |   |                    |                         |                         |                         |  |  |                   |                   |                    |   |  |            |            |            |
|  |              | Portland Trailblazers | 1                    |   |                    |                         |                         |                         |  |  |                   |                   |                    |   |  |            |            |            |
|  |              | Portland Trailblazers | 1                    |   | Los Angeles Lakers | 4                       |                         |                         |  |  |                   |                   |                    |   |  |            |            |            |
|  |              |                       |                      |   | Los Angeles Lakers | 4                       |                         |                         |  |  |                   |                   |                    |   |  |            |            |            |
|  |              |                       | Houston Rockets      | 1 |                    |                         |                         |                         |  |  |                   |                   |                    |   |  |            |            |            |
|  |              | Houston Rockets       | Houston Rockets      | 1 | 4                  |                         |                         |                         |  |  |                   |                   |                    |   |  |            |            |            |
|  |              |                       |                      |   | 4                  |                         |                         |                         |  |  |                   |                   |                    |   |  |            |            |            |
|  |              | Oklahoma City Thunder | 3                    |   |                    |                         |                         |                         |  |  |                   |                   |                    |   |  |            |            |            |
|  |              |                       |                      |   |                    |                         | Los Angeles Lakers      | 4                       |  |  |                   |                   |                    |   |  |            |            |            |
|  |              |                       |                      |   |                    |                         |                         |                         |  |  |                   |                   |                    |   |  |            |            |            |
|  |              |                       | Denver Nuggets       | 1 |                    |                         |                         |                         |  |  |                   |                   |                    |   |  |            |            |            |
|  |              | Denver Nuggets        | Denver Nuggets       | 1 | 4                  |                         |                         |                         |  |  |                   |                   |                    |   |  |            |            |            |
|  |              |                       |                      |   | 4                  |                         |                         |                         |  |  |                   |                   |                    |   |  |            |            |            |
|  |              | Utah Jazz             | 3                    |   |                    |                         |                         |                         |  |  |                   |                   |                    |   |  |            |            |            |
|  |              | Utah Jazz             | 3                    |   | Denver Nuggets     | 4                       |                         |                         |  |  |                   |                   |                    |   |  |            |            |            |
|  |              |                       |                      |   | Denver Nuggets     | 4                       |                         |                         |  |  |                   |                   |                    |   |  |            |            |            |
|  |              |                       | Los Angeles Clippers | 3 |                    |                         |                         |                         |  |  |                   |                   |                    |   |  |            |            |            |
|  |              | Los Angeles Clippers  | Los Angeles Clippers | 3 | 4                  |                         |                         |                         |  |  |                   |                   |                    |   |  |            |            |            |
|  |              |                       |                      |   | 4                  |                         |                         |                         |  |  |                   |                   |                    |   |  |            |            |            |
|  |              | Dallas Mavericks      | 2                    |   |                    |                         |                         |                         |  |  |                   |                   |                    |   |  |            |            |            |
|  |              |                       |                      |   |                    |                         |                         |                         |  |  |                   |                   | Los Angeles Lakers | 4 |  |            |            |            |
|  |              |                       |                      |   |                    |                         |                         |                         |  |  |                   |                   |                    | 4 |  |            |            |            |
|  |              |                       | Miami Heat           | 2 |                    |                         |                         |                         |  |  |                   |                   |                    |   |  |            |            |            |
|  |              | Milwaukee Bucks       | Miami Heat           | 2 | 4                  |                         |                         |                         |  |  |                   |                   |                    |   |  |            |            |            |
|  |              | Milwaukee Bucks       |                      |   | 4                  |                         |                         |                         |  |  |                   |                   |                    |   |  |            |            |            |
|  |              | Orlando Magic         | 1                    |   |                    |                         |                         |                         |  |  |                   |                   |                    |   |  |            |            |            |
|  |              | Orlando Magic         | 1                    |   | Milwaukee Bucks    | 1                       |                         |                         |  |  |                   |                   |                    |   |  |            |            |            |
|  |              |                       |                      |   | Milwaukee Bucks    | 1                       |                         |                         |  |  |                   |                   |                    |   |  |            |            |            |
|  |              |                       | Miami Heat           | 4 |                    |                         |                         |                         |  |  |                   |                   |                    |   |  |            |            |            |
|  |              | Indiana Pacers        | Miami Heat           | 4 | 0                  |                         |                         |                         |  |  |                   |                   |                    |   |  |            |            |            |
|  |              |                       |                      |   | 0                  |                         |                         |                         |  |  |                   |                   |                    |   |  |            |            |            |
|  |              | Miami Heat            | 4                    |   |                    |                         |                         |                         |  |  |                   |                   |                    |   |  |            |            |            |
|  |              |                       |                      |   |                    |                         | Miami Heat              | 4                       |  |  |                   |                   |                    |   |  |            |            |            |
|  |              |                       |                      |   |                    |                         |                         |                         |  |  |                   |                   |                    |   |  |            |            |            |
|  |              |                       | Boston Celtics       | 2 |                    |                         |                         |                         |  |  |                   |                   |                    |   |  |            |            |            |
|  |              | Boston Celtics        | Boston Celtics       | 2 | 4                  |                         |                         |                         |  |  |                   |                   |                    |   |  |            |            |            |
|  |              | Boston Celtics        |                      |   | 4                  |                         |                         |                         |  |  |                   |                   |                    |   |  |            |            |            |
|  |              | Philadelphia 76ers    | 0                    |   |                    |                         |                         |                         |  |  |                   |                   |                    |   |  |            |            |            |
|  |              | Philadelphia 76ers    | 0                    |   | Boston Celtics     | 4                       |                         |                         |  |  |                   |                   |                    |   |  |            |            |            |
|  |              |                       |                      |   | Boston Celtics     | 4                       |                         |                         |  |  |                   |                   |                    |   |  |            |            |            |
|  |              |                       | Toronto Raptors      | 3 |                    |                         |                         |                         |  |  |                   |                   |                    |   |  |            |            |            |
|  |              | Toronto Raptors       | Toronto Raptors      | 3 | 4                  |                         |                         |                         |  |  |                   |                   |                    |   |  |            |            |            |
|  |              | Toronto Raptors       |                      |   | 4                  |                         |                         |                         |  |  |                   |                   |                    |   |  |            |            |            |
|  |              | Brooklyn Nets         | 0                    |   |                    |                         |                         |                         |  |  |                   |                   |                    |   |  |            |            |            |

## Prijzen

### Individuele Prijzen
- Most Valuable Player: 
  Giannis Antetokounmpo (Milwaukee Bucks)
- Finals Most Valuable Player: 
  Lebron James (Los Angeles Lakers)
- Rookie of the Year: 
  Ja Morant (Memphis Grizzlies)
- Defensive Player of the Year 
  Giannis Antetokounmpo (Milwaukee Bucks)
- NBA Sixth Man of the Year: 
  Montrezl Harrell (Los Angeles Clippers)
- NBA Most Improved Player: 
  Brandon Ingram (New Orleans Pelicans)
- NBA Coach of the Year: 
  Nick Nurse (Toronto Raptors)

- NBA Sportsmanship Award: 
 Vince Carter (Atlanta Hawks)
- J. Walter Kennedy Citizenship Award: 
  Malcolm Brogdon (Indiana Pacers)
- NBA Hustle Award: 
 Montrezl Harrell (Los Angeles Clippers)
- Twyman–Stokes Teammate of the Year Award: 
 Jrue Holiday (New Orleans Pelicans)
- NBA Community Assist Award: 
 Harrison Barnes (Sacramento Kings)
 Jaylen Brown (Boston Celtics)
 George Hill (Milwaukee Bucks)
 Chris Paul (Oklahoma City Thunder)
 Dwight Powell (Dallas Mavericks)

### All-NBA Teams
- All-NBA First Team:
  - F Giannis Antetokounmpo, Milwaukee Bucks
  - F LeBron James, Los Angeles Lakers
  - C Anthony Davis, Los Angeles Lakers
  - G Luka Dončić, Dallas Mavericks
  - G James Harden, Houston Rockets

- All-NBA Second Team:
  - F Kawhi Leonard, Los Angeles Clippers
  - F Pascal Siakam, Toronto Raptors
  - C Nikola Jokić, Denver Nuggets
  - G Chris Paul, Oklahoma City Thunder
  - G Damian Lillard, Portland Trail Blazers

- All-NBA Third Team:
  - F Jayson Tatum, Boston Celtics
  - F Jimmy Butler, Miami Heat
  - C Rudy Gobert, Utah Jazz
  - G Ben Simmons, Philadelphia 76ers
  - G Russell Westbrook, Houston Rockets

- NBA All-Defensive First Team:
  - F Giannis Antetokounmpo, Milwaukee Bucks
  - F Anthony Davis, Los Angeles Lakers
  - C Rudy Gobert, Utah Jazz
  - G Ben Simmons, Philadelphia 76ers
  - G Marcus Smart, Boston Celtics

- NBA All-Defensive Second Team:
  - F Bam Adebayo, Miami Heat
  - F Kawhi Leonard, Los Angeles Clippers
  - C Brook Lopez, Milwaukee Bucks
  - G Eric Bledsoe, Milwaukee Bucks
  - G Patrick Beverley, Los Angeles Clippers

- NBA All-Rookie First Team:
  - Ja Morant, Memphis Grizzlies
  - Kendrick Nunn, Miami Heat
  - Brandon Clarke, Memphis Grizzlies
  - Zion Williamson, New Orleans Pelicans
  - Eric Paschall, Golden State Warriors

- NBA All-Rookie Second Team:
  - Tyler Herro, Miami Heat
  - Terence Davis, Toronto Raptors
  - Coby White, Chicago Bulls
  - P. J. Washington, Charlotte Hornets
  - Rui Hachimura, Washington Wizards

1950 · 1951 · 1952 · 1953 · 1954 · 1955 · 1956 · 1957 · 1958 · 1959 · 
1960 · 1961 · 1962 · 1963 · 1964 · 1965 · 1966 · 1967 · 1968 · 1969 · 
1970 · 1971 · 1972 · 1973 · 1974 · 1975 · 1976 · 1977 · 1978 · 1979 · 
1980 · 1981 · 1982 · 1983 · 1984 · 1985 · 1986 · 1987 · 1988 · 1989 · 
1990 · 1991 · 1992 · 1993 · 1994 · 1995 · 1996 · 1997 · 1998 · 1999 · 
2000 · 2001 · 2002 · 2003 · 2004 · 2005 · 2006 · 2007 · 2008 · 2009 · 
2010 · 2011 · 2012 · 2013 · 2014 · 2015 · 2016 · 2017 · 2018 · 2019 · 
2020 · 2021 · 2022 · 2023 · 2024